# Karel Langer (grafik)
Karel Langer (31. října 1903 Bruck an der Leitha – 5. března 1998 Olomouc) byl český pedagog, malíř, grafik a etnografický dokumentátor. Byl velkým propagátorem lidové kultury, zejména na Valašsku. Za první republiky se značně angažoval v hnutí woodcraftu – Ligy lesní moudrosti.

## Život
Narodil se v Dolních Rakousích v Brucku an der Leitha (Most nad Litavou) rodičům z Čech. Po absolvování středoškolského studia na Státním reálném gymnáziu v Hradci Králové (1914–1921) se stal roku 1923 učitelem v Novém Hrozenkově a kde rozvíjel svůj zájem o Valašsko a valašskou lidovou kulturu. V letech 1925–1928 byl učitelem v Opavě, Fryštáku a Jičíně. Současně vystudoval Státní učitelský ústav v Hradci Králové (zkoušku učitelské způsobilosti vykonal v roce 1926) a v letech 1928–1932 Vysokou školu uměleckoprůmyslovou v Praze. Poté působil jako profesor kreslení na středních školách v Bratislavě, Hradci Králové a v letech 1940–1963 vyučoval na střední uměleckoprůmyslové škole v Brně.
Spolu s Antonínem Strnadlem dokumentoval a graficky ztvárňoval život na Valašsku. Je autorem odborných článků a publikací věnovaných lidové tvorbě (např. Atlas lidových staveb). Po druhé světové válce se zapojil do výstavby Valašského muzea v přírodě v Rožnově pod Radhoštěm.